# إريك نيومان
إريك نيومان (بالإنجليزية: Eric Newman) هو منتج أفلام أمريكي، ولد في القرن العشرين.

## وصلات خارجية
- إريك نيومان على موقع IMDb (الإنجليزية)
- إريك نيومان على موقع ألو سيني (الفرنسية)
- إريك نيومان على موقع أول موفي (الإنجليزية)
- إريك نيومان على موقع بوكس أوفيس موجو (الإنجليزية)
- إريك نيومان على موقع قاعدة بيانات الأفلام السويدية (السويدية)
- إريك نيومان على موقع قاعدة بيانات الفيلم (الإنجليزية)
- إريك نيومان على موقع كينوبويسك (الروسية)